# 保田良雄

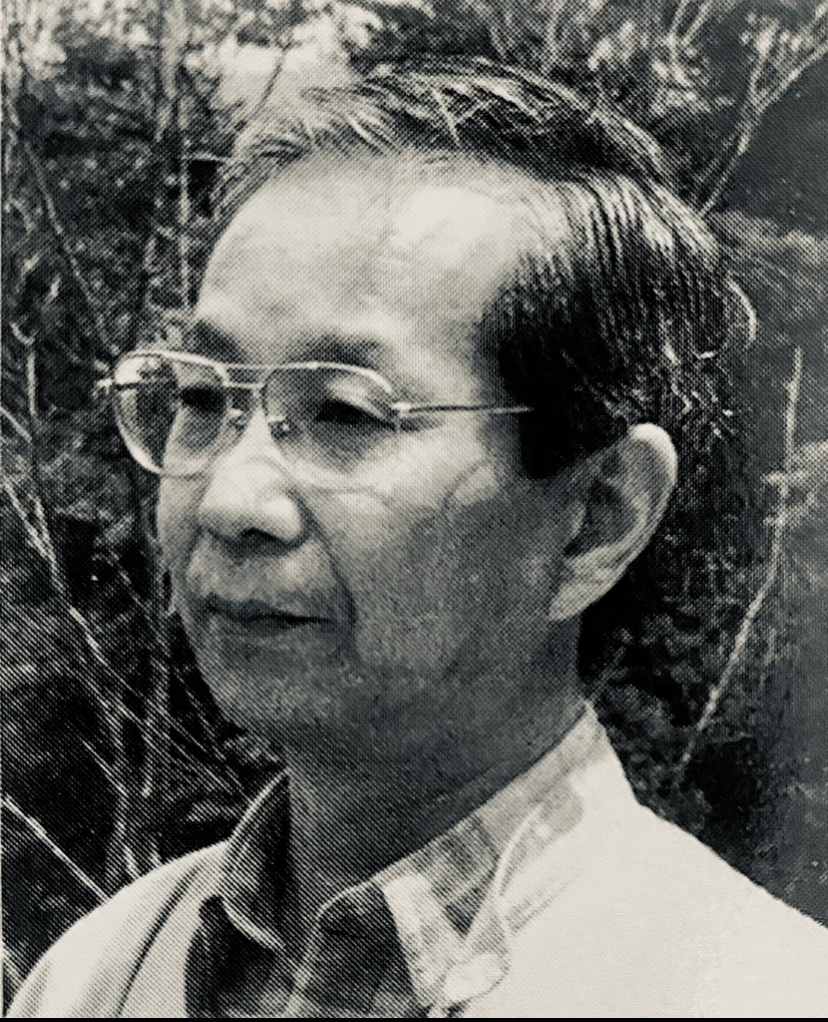

保田 良雄（やすだ よしお）、1930年12月14日 - 2005年4月25日）は、日本の推理小説作家

## 来歴
大阪府生まれ。1954年関西学院大学経済学部卒。大学時代は俳優の高島忠夫、藤岡琢也、作曲家のキダ・タローらとビッグバンドを組んでいたこともある。
大学卒業後、オランダ系ナショナル・ハンデルス銀行に入行。1964年、米国系コンチネンタル・イリノイ銀行に入行。外国為替ディーラー、外為課長、業務推進部次長を務め、長年の夢であった小説作家を目指すため、1983年53歳で退職する。
2年間海外への取材等を行いながら執筆活動を開始、1985年に処女作『カフカズに星堕ちて』で第3回サントリーミステリー大賞の読者賞を受賞し、作家デビューを果たす。
『カフカズに星堕ちて』発刊後、映画配給会社から映画化への打診、検討が行われたが、多額の予算が必要と判断され実現せず。
FM NHKのラジオドラマ「アドベンチャーロード」で1985年10月21日から11月1日の間、10回にわたり放送される。（保田良雄：原作，石山透：脚色、庄司茂：演出、出演：金内吉男；大和田獏，蜷川有紀，近石真介；他）
その後の著作に、1986年『ヨルダンで別れた男』、1989年『軍艦島に進路をとれ』がある。

## 作品リスト
- 「カフカズに星堕ちて」1985年　文藝春秋、1989年 文春文庫
- 「ヨルダンで別れた男」1986年　文藝春秋
- 「軍艦島に進路をとれ」1989年　新潮社